# Droga wojewódzka 546
Die Droga wojewódzka 546 (DW546) ist eine 13 Kilometer lange Droga wojewódzka (Woiwodschaftsstraße) in der Woiwodschaft Kujawien-Pommern in Polen. Die Strecke im Powiat Toruński verbindet die Landesstraße DK80 mit zwei weiteren Woiwodschaftsstraßen.

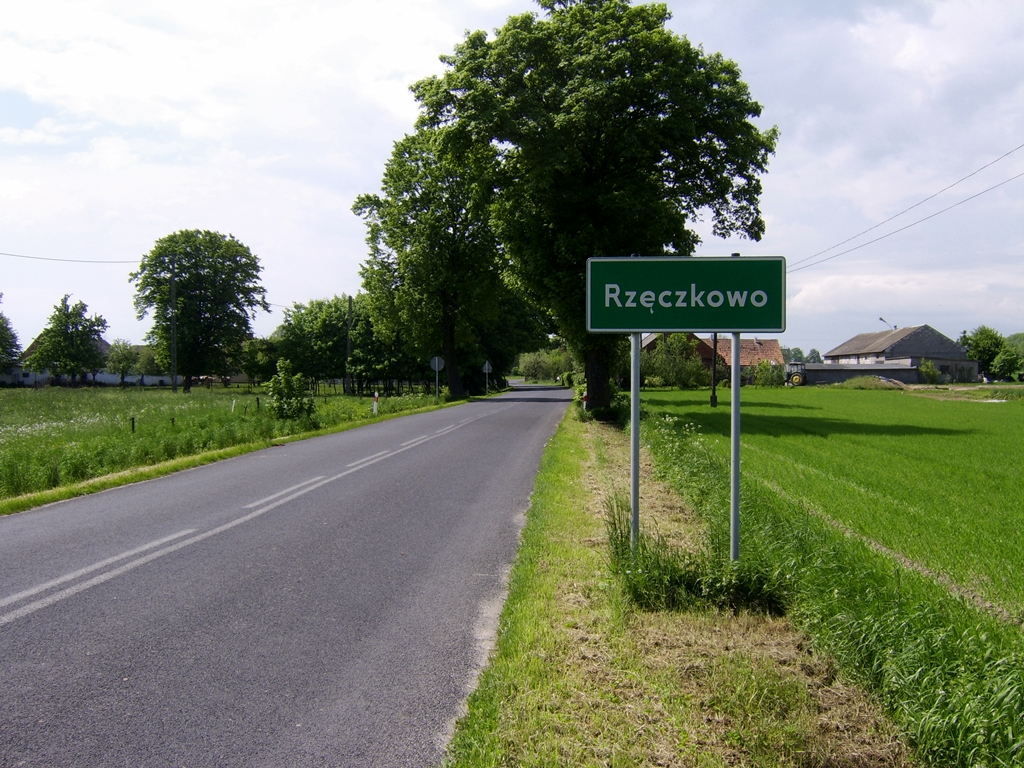
Die DW546 bei Rzęczkowo

Die Straße zweigt im Dorf Zławieś Wielka (Groß Bösendorf) von der Landesstraße DK80 ab, die nahe dem rechten Ufer der Weichsel verläuft und führt in nördlicher Richtung nach Rzęczkowo (Renczkau, Rentschkau). Von dort führt die abzweigende DW597 weiter nach Norden. Die DW546 knickt nach Osten ab und führt in östlicher Richtung nach Łubianka (Lubianken, Luben), wo sie die Woiwodschaftsstraße DW553 erreicht.

## Streckenverlauf
Woiwodschaft Kujawien-Pommern, Powiat Toruński
-  Zławieś Wielka (DK80)
-  Rzęczkowo (DW597)
-  Łubianka (DW553)